# 홍천군 (1948년 선거구)
홍천군은 대한민국의 옛 국회의원 선거구이다. 당시 강원도 홍천군 지역을 관할했다.

## 역사
제헌 국회의원 선거를 앞두고 홍천군 전 지역을 관할하는 선거구로 신설되었다.
제6대 국회의원 선거를 앞두고 인제군 선거구와 통합되어 홍천군·인제군 선거구를 이루게 됨에 따라 폐지되었다.

## 역대 국회의원
| 선거   | 정당 | 정당       | 의원   |
| ------ | ---- | ---------- | ------ |
| 1948년 |      | 무소속     | 이재학 |
| 1950년 |      | 민주국민당 | 이재학 |
| 1954년 |      | 자유당     | 이재학 |
| 1958년 |      | 자유당     | 이재학 |
| 1960년 |      | 무소속     | 이재학 |
| 1961년 |      | 무소속     | 이교선 |

## 역대 선거 결과

### 대한민국 제헌 국회의원 선거
|  | 59.87% |

|  | 32.09% |

|  | 8.03% |

### 대한민국 제2대 국회의원 선거
|  | 35.51% |

|  | 30.16% |

|  | 24.12% |

|  | 10.20% |

### 대한민국 제3대 국회의원 선거
|  | 85.66% |

|  | 14.33% |

|  | 0% |

### 대한민국 제4대 국회의원 선거
| 대한민국 제4대 국회의원 선거강원도 홍천군 |        |        |        |        |      |      |  |
|                                           |        |        |        |        |      |      |  |
| 후보                                      | 후보   | 정당   | 득표   | 득표율 | 당락 | 비고 |  |
|                                           | 이재학 | 자유당 | 무투표 | 무투표 | 당선 |      |  |
| 합계                                      | 합계   | 합계   | 0표    |        |      |      |  |

### 대한민국 제5대 국회의원 선거
|  | 38.36% |

|  | 18.99% |

|  | 16.80% |

|  | 12.27% |

|  | 7.71% |

|  | 5.84% |

### 1961년 대한민국 재보궐선거
이재학 의원의 의원직 상실로 인해 치러진 1961년 대한민국 재보궐선거에서 무소속 이교선 후보가 당선되었다.